# Bahāmarz
Bahāmarz (persiska: بهامرز, Bāmarz) är en ort i Iran.   Den ligger i provinsen Khorasan, i den östra delen av landet, 900 km öster om huvudstaden Teheran. Bahāmarz ligger 1 508 meter över havet och antalet invånare är 121.
Terrängen runt Bahāmarz är kuperad åt sydväst, men åt nordost är den platt.  Trakten runt Bahāmarz är nära nog obefolkad, med mindre än två invånare per kvadratkilometer. Närmaste större samhälle är Nāz Dasht, 12,3 km nordost om Bahāmarz. Trakten runt Bahāmarz är ofruktbar med lite eller ingen växtlighet.